# Ріна (ураган, 2011)
Ураган «Ріна» (англ. Hurricane Rina) — потужний тропічний циклон, що повільно рухався та який викликав незначні руйнування в північно-західній частині Карибського моря наприкінці жовтня 2011 року.
Попередження про тропічний циклон було випущено в Белізі, Гондурасі та Мексиці. «Carnival Cruise Line» змінила вісім маршрутів своїх суден, щоб уникнути зіткнення із циклоном. У Мексиці сотням людей було наказано евакуюватися з Пунта-Аллені. Влада відкрила в Канкуні 50  притулків. Однак, оскільки шторм значно послабився до виходу на сушу, на Мексику була лише незначна дія, в основному повінь у деяких низовинах, повалені дерева та лінії електропередач. Конвергенція, викликана холодним фронтом, волога з Ріни викликала сильні дощі в деяких частинах південного сходу Флориди. В округах Бровард, Маямі-Дейд і Палм-Біч було затоплено кілька вулиць, і десятки будинків постраждали від води. Лише у окрузі Бровард було затоплено близько 160 будинків. Далі на північ у районі протоки Хобе виникли два торнадо

## Метеорологічна історія

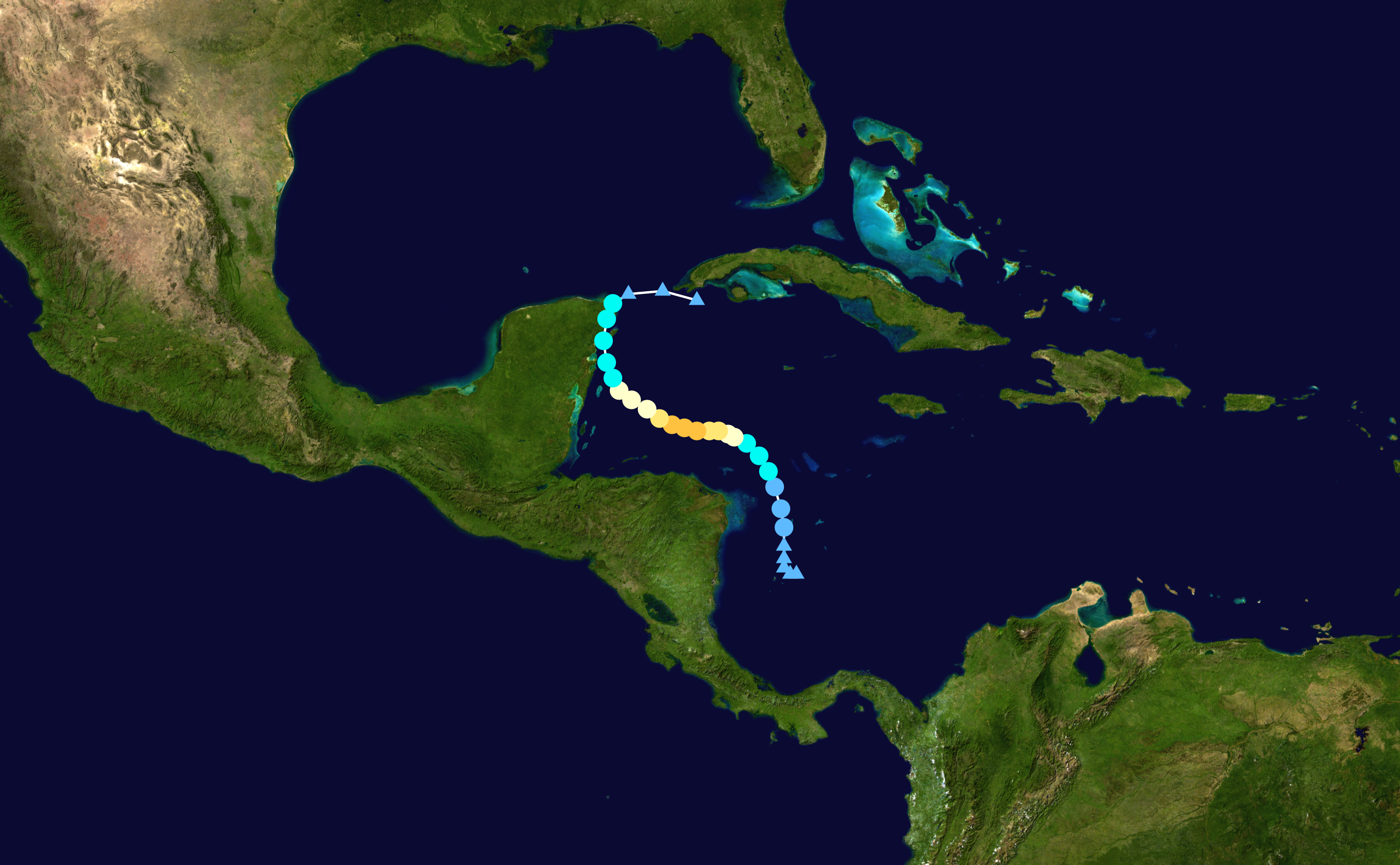
Карта шляху і інтенсивності Урагану Ріна за шкалою Саффіра–Сімпсона

Тропічна хвиля вийшла із західного узбережжя Африки 9 жовтня. Досягши Атлантики на відносно низьких широтах, хвиля спочатку мала невелику конвекцію, а потім 12 жовтня ненадовго посилилися зливи та грози, коли система взаємодіяла з западиною верхнього рівня. Однак конвекція незабаром зменшилася і залишилася мінімальною під хвилею, що перетнула Навітряні острови 16 жовтня. Досягши західної частини Карибського моря, хвиля почала виявляти ознаки розвитку 19 жовтня, але зсув вітру був надто сильний для тропічного циклогенезу. Пізніше того ж дня холодний фронт увійшов у північно-західну частину Карибського басейну і, можливо, зробили свій внесок у розвиток системи. 21 жовтня після посилення конвекції біля осі хвилі утворилася широка сфера низького тиску. Протягом усього дня 22 жовтня атмосферний тиск знижувався, і циркуляція постійно зростала, тоді як конвекція значно посилилася на західній стороні системи та біля центру. Близько 06:00 UTC 23 жовтня система перетворилася на вісімнадцяту тропічну депресію, що знаходиться приблизно за 105 км на північ від острова Провіденсія.
Упадина спочатку просунулась на північ через гірський хребет, викликаний широкою западиною середнього рівня, розташованої над південним сходом Сполучених Штатів. Національний центр ураганів (NHC) почав видавати рекомендаційні о 21:00 UTC 23 жовтня і спочатку передбачався, що атмосферні умови будуть лише сприятливими протягом наступних п'яти днів для депресії, щоб досягти помірної або сильної інтенсивності тропічного шторму. До 00:00 за всесвітнім координованим часом наступного дня депресія посилилася, перетворившись на тропічний шторм Ріна. Після цього зсув східного вітру значно зменшився, що дозволило Ріні посилитися і перетворитися на ураган 1-ї категорії пізно ввечері 24 жовтня, рухаючись за теплими температурами поверхні моря.
Супутникові знімки стали показувати наявність конвективних смуг, а розвідувальні польоти показали, що ураган сповільнився у своєму русі на захід-північний захід. Ураган продовжував посилюватися над теплими водами при слабкому зсуві вітру, і до 06:00 UTC 25 жовтня ураган перейшов у шторм 2 категорію Рина продовжувала посилюватися оскільки посилювалися вітри і почав розвиватися маленьке око через розташування урагану над дуже теплими водами океану і добре встановленого на верхніх рівнях. Ураган продовжував свій рух із заходу на північний захід, огинаючи середній гребінь на північ. Завдяки сприятливим погодним умовам, Ріна продовжувала зміцнюватися рано ввечері, перетворившись на ураган 3 категорії о 18:00 за всесвітнім координованим часом. Через шість годин Ріна досягла піку інтенсивності зі стійким вітром 115 миль на годину (185 км/год) і мінімальним барометричним тиском 966 мбар (гПа; 28,53 дюйма ртутного стовпа), коли вона знаходилася приблизно в 253 милях (407 км) на схід -південний схід від Четумаля
Однак пік інтенсивності Ріни тривав недовго, і через дванадцяту годину після пікової інтенсивності він впав нижче рівня сильного урагану. До 26 жовтня Ріна значно ослабла через збільшення зсуву вітру і була знижена до 1 категорії ураган о 18:00 за всесвітнім координованим часом. У цей день система рухалася в основному в напрямку захід-північний захід і північний захід, оскільки вона рухалася периферією хребта. До 12:00 UTC 27 жовтня, система була знижена до тропічного шторму, перебуваючи приблизно за 86 миль (138 км) на південний схід від Тулума, Мексика. Пізніше того ж дня почався поворот на північ, і сильне зрушення вітру викликало додаткове ослаблення. О 02:00 за Гринвічем 28 жовтня шторм обрушився на берег біля Паамула, приблизно за 19 км на південний захід від Плайя-дель-Кармен, при швидкості вітру 60 миль на годину (95 км/год). Сильний зсув вітру змусив всю конвекцію біля центру розсіятися, і Ріна перетворилася на залишковий мінімум у протоці Юкатан до 18:00 за всесвітнім координованим часом того дня. Залишковий мінімум перемістився у напрямку північний схід і схід у потоці низького рівня перед холодним фронтом і розсіявся рано-вранці наступного дня на південний схід від західної Куби.

## Підготовка та наслідки

### Центральна Америка

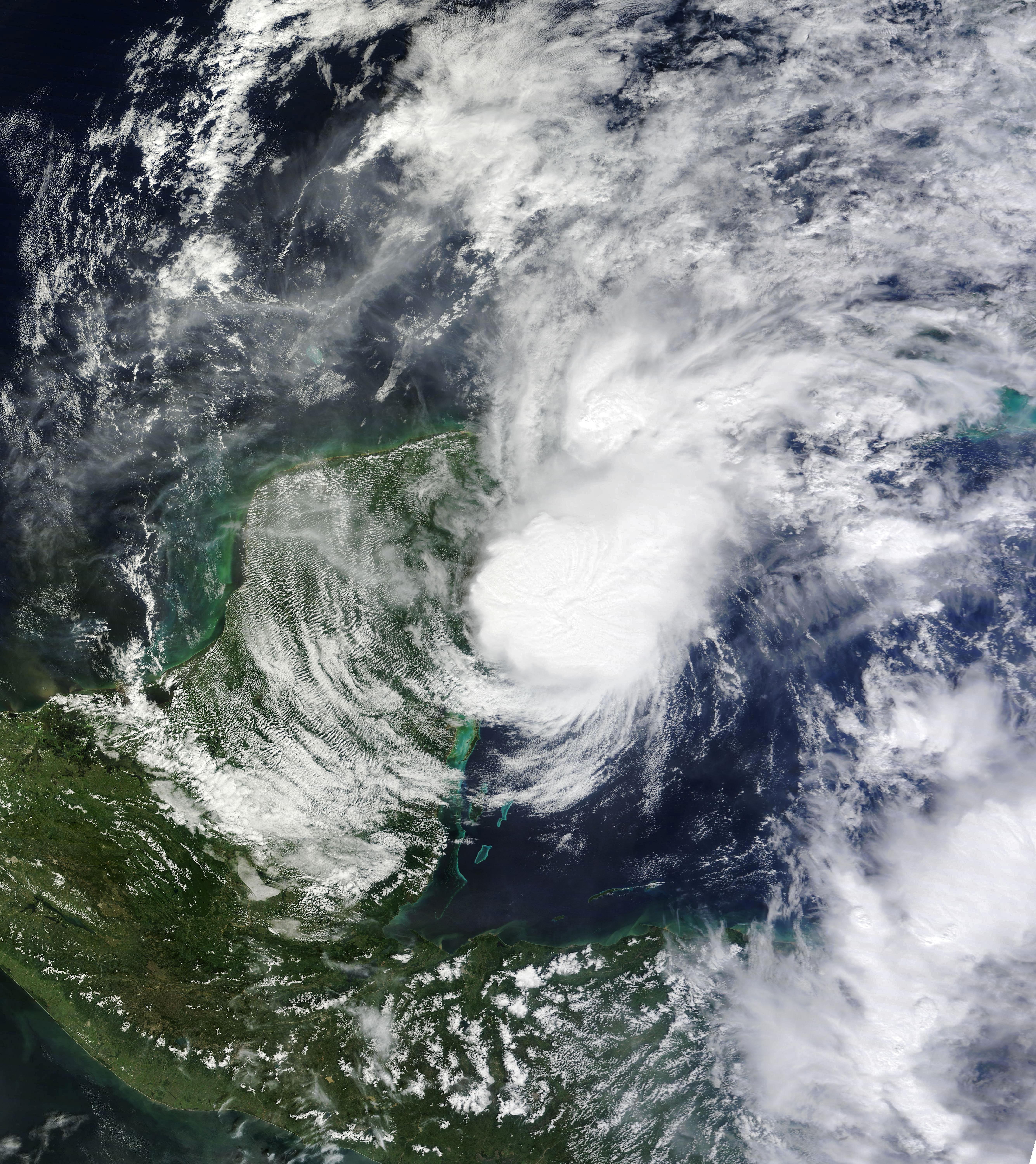
Тропічний шторм Ріна наближається до півострова Юкатан 27 жовтня

Після посилення було випущено попередження про тропічний шторм від Пунта-Кастілья, Нікарагуа до кордону між Гондурасом і Нікарагуа; після того, як система перейшла на північ, попередження було знято. О 09:00 за Гринвічем 25 жовтня попередження було оголошено у Мексиці.
Готуючись до шторму, президент Нікарагуа Даніель Ортега наказав військово-морському судну евакуювати жителів із низовин країни; однак зв'язок із кораблем було втрачено на два дні. Пізніше всі 29 пасажирів були знайдені цілими та неушкодженими. Тим часом, Carnival Cruise Lines змінила вісім маршрутів своїх суден, щоб уникнути циклону, що розвивається. Губернатор Кінтана-Роо наказав сотням людей евакуюватися із села Пунта Аллен до притулку. У Канкуні влада відкрила 50 притулків, а жителі міста закупили все необхідне і заправилися бензином. Морські парки у місті були змушені переселити понад два дюжини дельфінів у безпечніші місця подалі від моря. Невеликі човни та водні мотоцикли були вивезені з місцевих пристаней, а працівники довколишніх торгових центрів почали забивати вікна.
Біля виходу на берег на півострові Юкатан, максимальний порив вітру близько 44 миль на годину (71 км/год) у Пуерто-Авентурас. В іншому, внаслідок різкого ослаблення системи, вплив залишався незначним.

### США
Національне управління з аеронавтики та дослідження космічного простору (НАСА) було змушене вирізати стислість екологічної місії, щоб уникнути прогнозованого шляху урагану, з агентством визначення того, що шторм створює достатньо загрози для їх екстремальних довкілля польотних операцій поблизу Key Largo, Флорида. в цей час як Ріна слабшала всередині країни над півостровом Юкатан, вологість на середньому та верхньому рівнях почала досягати Південної Флориди, оскільки холодний фронт просувався на південь через штат. Це викликало зближення, яке, своєю чергою, призвело до розвитку сильних злив і гроз над південним сходом Флориди. Рано вранці 29 жовтня було випущено попередження про раптову повінь на півдні Палм-Біч та північні округи Бровард. Незабаром після цього було випущено попередження про повінь у Палм-Біч та Бровард, а також для округів Коллієр, Глейдс, Хендрі та Маямі-Дейд. Коротка перерва вранці 29 жовтня після обіду відновилися сильні опади. Загальна кількість опадів досягла піку в 15,79 дюйма (401 мм) у Бока-Вест, тоді як у Форт-Лодердейлі спостерігалося трохи менше - 15,23 дюйма (387 мм). Дощі викликали Маямі-Біч жовтень буде найвологішим місяцем за всю історію спостережень. У деяких районах південно-східної Флориди за шість годин випало від 5 до 7 дюймів (від 130 до 180 мм) опадів.

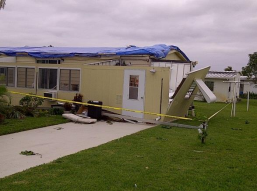
Мобільний будинк, пошкоджений унаслідок торнадо в Хобе-Саунд

Через зливи близько 2000 споживачів у Південній Флориді залишилися без електрики. В окрузі Маямі-Дейд вода затопила безліч доріг і проникла в десятки будинків, особливо в Корал-Гейблс, Коконат-Гроув, Катлер-Бей, Кі-Біскейн та Пальметто-Бей, причому в деяких районах вода досягала 4 футів (1,2 м). ) у висоту. Західну половину Кі-Біскейну було затоплено. В окрузі Бровард щонайменше 160 будинків та будівель постраждали від води. Декілька вулиць були закриті у Форт-Лодердейлі, Окленд-парку, Помпано-Біч і Вілтон-Менорс. У Форт-Лодердейлі відкрили притулок для вимушених переселенців. У Корал-Спрінгс також було переповнено канали. Декілька вулиць були затоплені в окрузі Палм-Біч, особливо в Бока-Ратон , Бойнтон-Біч , Делрей-Біч і Хайленд-Біч, але вода не потрапляла до будинків. У західній частині округу Палм-Біч через дощ затопили деякі сільськогосподарські угіддя, що призвело до затримки збирання врожаю цукрової тростини та зупинки посадки овочів. 31 жовтня озеро Окічобі стояло на висоті 13,47 футів (4,11 м), що приблизно на 0,71 м (2,34 фути) вище, ніж місяцем раніше.
Далі на північ 29 жовтня в районі протоки Хобе виникло два торнадо, обидва отримали рейтинг EF-0 за розширеною шкалою Фудзіта. Перший торнадо пошкодив 42 пересувні будинки, при цьому один з них втратив дах, і його рознесло приблизно на 150 футів (46 м) за вітром. Було пошкоджено дві машини, кілька дерев були вирвані з коренем або зламані гілки. Інший торнадо зруйнував ряд пересувних будинків. Після нетривалого підйому торнадо знову приземлився в густо зарослому лісом співтоваристві, зірвавши гілки з кількох дерев. При перетині Берегового водного шляху торнадо пошкодив п'ять човнів, один з яких зафіксував порив вітру зі швидкістю 75 миль на годину (121 км/год). У Флориді збитки досягли приблизно 2,3 мільйона доларів.